# John Curran (réalisateur)
Pour les articles homonymes, voir John Curran et Curran.
John Curran (né le 11 septembre 1960) est un réalisateur et scénariste américain.

## Filmographie

### Réalisateur
- 1996 : Down Rusty Down (court-métrage)
- 1998 : Praise
- 2004 : We Don't Live Here Anymore
- 2006 : Le Voile des illusions (The Painted Veil)
- 2010 : Stone
- 2014 : Tracks
- 2017 : Le Secret des Kennedy (Chappaquiddick)

### Scénariste
- 2004 : We Don't Live Here Anymore
- 2010 : The Killer Inside Me de Michael Winterbottom

### Producteur exécutif
- 2006 : Le Voile des illusions (The Painted Veil)